# Westchester (Floride)
Pour les articles homonymes, voir Westchester.
Westchester est une census-designated place (CDP) située dans le comté de Miami-Dade, en Floride.

## Démographie
| 1980   | 1990   | 2000   | 2010   | - | - |
| ------ | ------ | ------ | ------ | - | - |
| 29 272 | 29 883 | 30 271 | 29 862 | - | - |